# Departamento Administrativo de Seguridad
El Departamento Administrativo de Seguridad (DAS) fue un organismo estatal encargado de realizar la Inteligencia y Contrainteligencia en Colombia. El 31 de octubre de 2011 el entonces presidente Juan Manuel Santos expidió el decreto 4057 mediante el cual suprimió esa entidad. La desaparición del DAS se dio, en gran parte, debido al escándalo por las interceptaciones ilegales de llamadas durante el gobierno de Álvaro Uribe Vélez.
Las funciones que desarrollaba ese departamento quedaron distribuidas en diferentes dependencias: la Inteligencia y Contrainteligencia de Estado, sin atribuciones de policía judicial, quedaron a cargo de la nueva Dirección Nacional de Inteligencia (DNI). Las funciones Oficina Central Nacional (convenio INTERPOL-DAS), quedaron a cargo de la Policía Nacional en la Dirección de Investigación Criminal e Interpol (DIJIN). Las actividades de control de migración quedaron a cargo de la nueva Migración Colombia, adscrita al Ministerio de Relaciones Exteriores. Las funciones de protección a personalidades de alto riesgo están a cargo de la Unidad Nacional de Protección, adscrita al Ministerio del Interior. Los casos criminales y sus funciones de policía judicial, fueron transferidos al Cuerpo Técnico de Investigación de la Fiscalía General de la Nación. Cada una de estas entidades recibió, junto con las funciones, también las secciones de los archivos del ex DAS que a estas se referían, excepto el fondo referido a las actividades de Inteligencia, Contrainteligencia y Gastos Reservados, que fueron entregados en custodia al Archivo General de la Nación.

## Historia

### Antecedentes
Sus orígenes se remontan a 1953, cuando el gobierno del General Gustavo Rojas Pinilla ordenó la creación del Departamento Administrativo del Servicio de Inteligencia Colombiano (SIC) mediante el decreto 2872 del 31 de octubre de 1953, con el objetivo de velar "por el mantenimiento de la seguridad interior y exterior del Estado" y colaborar con los Jueces y Tribunales del país para investigar "malos manejos, abusos de autoridad, incumplimiento del deber y demás actos y omisiones censurables de los funcionarios públicos o sobre irregularidades de alguna entidad que se observen en la marcha de la Administración".
La organización tenía alrededor de 6,000 Empleados los cuales 1,200 eran especializados en inteligencia Judicial y Civil para combatir a la corrupción, los demás eran encargados de administrar las fronteras. Y fueron acusados de cometer varios abusos contra la población civil, como medio de espionaje y represión contra sectores de oposición.

### Creación y reorganización
Durante el gobierno del presidente Alberto Lleras Camargo, el SIC fue sustituido por el Departamento Administrativo de Seguridad (DAS), mediante Decreto 1717 del 18 de julio de 1960. En el gobierno Misael Pastrana Borrero, se reorganizó administrativamente mediante el Decreto 625 de 1974, el cual rigió hasta 1989. 

### Reformas y Atentado terrorista de 1989
En los gobiernos liberales de Virgilio Barco Vargas y César Gaviria Trujillo la institución recibió mayores cambios; en especial en los campos administrativos y tecnológico con el objetivo de modernizar a la principal agencia de inteligencia, seguridad y espionaje de Colombia.
Al parecer la academia funcionó en sus inicios en la carrera 4° con calle 8° esquina, en el centro histórico de la ciudad de Bogotá, donde en principio se expiden los certificados de antecedentes judiciales y de policía, antes de hacerse en la actual sede del barrio Paloquemao. Se tiene pleno conocimiento de que el centro docente tuvo su sede en un predio ubicado en el barrio Cedritos, al norte de la ciudad de Bogotá, de donde se decide el trasladarse a la escuela de detectives en Aquimindia, en la zona rural de la localidad de Suba, en Bogotá.

#### Atentado terrorista de 1989
El día 6 de diciembre de 1989 ocurrió el atentado al edificio del DAS a las 07:30 (12:30 UTC) una poderosa carga explosiva que se calcula en 500 kg de dinamita y camuflada en un bus de transporte público de la compañía privada de Sidauto, detonó frente a las instalaciones del DAS en el sector de Paloquemao en Bogotá. En el hecho fallecieron cerca de 70 personas entre funcionarios, detectives y transeúntes así como presumiblemente algunos de los encargados de la instalación del carrobomba, además de 500 heridos y cuantiosas pérdidas materiales.
El atentado fue atribuido al cartel de Medellín y a sus máximos jefes Pablo Escobar, así mismo se dice que Gonzalo Rodríguez Gacha estaría vinculado, y cuyo aparente objetivo real era asesinar al director del DAS, general de la Policía Nacional de Colombia Miguel Alfredo Maza Márquez, quien después se corroboró que resultó ileso, pues se salvó gracias al blindaje que le brindaba su oficina en las instalaciones del ente de seguridad e inteligencia del país.
En el 2008 como una forma de tributo y honor a los muertos en estos atentados, se realizó una película llamada Fantasmas del DAS; con las actuaciones de Gregorio Pernia, Katherine Porto, Kepa Amuchastegui y Santiago Cepeda bajo la dirección de Humberto Dorado.

### Infiltración
Jorge Noguera Cotes director del DAS durante el primer periodo del presidente Álvaro Uribe Vélez, está siendo investigado dentro del marco del escándalo conocido como la parapolítica por acusaciones que lo señalan de poner el Departamento de Seguridad al servicio de los grupos paramilitares de Colombia. El 16 de noviembre de 2007 la Procuraduría lo destituyó y suspendió por 18 años, según este organismo Noguera fue hallado responsable de haber colaborado con las Autodefensas Unidas de Colombia (AUC), de incrementar su patrimonio ilegalmente y de haber adulterado información para favorecer a grupos narcotraficantes. En noviembre de 2011 Noguera fue condenado por la Sala Penal de la Corte Suprema de Justicia a 25 años de cárcel.
A partir de este episodio el gobierno de Colombia nombró a Andrés Peñate quien inició un proceso de depuración de miembros infiltrados tanto de la insurgencia, como de bandas criminales, utilizando contrainteligencia, detectores de mentiras y cambios constantes de personal. Peñate dejó su cargo en 2007 por motivos personales, en su reemplazo fue nombrada María del Pilar Hurtado quien renunció a finales de 2008 tras el escándalo de la orden de seguimiento a líderes de la oposición por parte del expresidente Álvaro Uribe Vélez. En su reemplazo fue asignado temporalmente Joaquín Polo y más tarde nombrado Felipe Muñoz Gómez, quien sería el último director de la entidad en pleno. El director asignado por el Gobierno de Colombia para el proceso de supresión de la entidad sería el señor Ricardo Giraldo.

### Escándalo por interceptaciones ilegales
El 21 de febrero de 2009, la revista Semana publicó un informe en el que se detalla como funcionarios del DAS continuaban grabando ilegalmente a líderes de oposición, magistrados, periodistas y funcionarios del Estado.
Una vez presentadas las pruebas por la Fiscalía General de la Nación, la situación fue calificada de "una empresa criminal dirigida por Álvaro Uribe Vélez desde la Casa de Nariño" por parte de algunos de los representantes de la Corte Suprema. La exdirectora del DAS María del Pilar Hurtado estaba bajo asilo político en Panamá y estuvo solicitada por el gobierno colombiano en extradición para responder por el tema de las chuzadas. Durante 4 años se mantuvo prófuga de la justicia hasta su entrega voluntaria a las autoridades colombianas en febrero de 2015, debido a que el presidente electo de Panamá, Juan Carlos Varela, amenazó con retirarle el asilo político otorgado por su antecesor, Ricardo Martinelli.
En 2015, la exdirectora del DAS María del Pilar Hurtado fue condenada a 14 años de prisión por el delito de concierto para delinquir, peculado por apropiación, violación ilícita de comunicaciones, falsedad de documento público y abuso de autoridad. En septiembre de 2017, el también exdirector del DAS Jorge Aurelio Noguera fue condenado a 7 años de prisión por la persecución de periodistas, líderes sindicales, políticos y magistrados.
El ex director del DAS Manuel Antonio González está acusado por la justicia de participar en el asesinato de Carlos Pizarro en 1990.

### Archivos del ex DAS
Para la Comisión de Esclarecimiento de la Verdad - CEV y la Justicia Especial para Paz - JEP, creadas por los acuerdos de paz entre el gobierno nacional y las FARC-EP en 2016, la documentación producida por el DAS a lo largo de los 51 años de ejercicio de funciones de inteligencia y contrainteligencia es una fuente de información importante porque da cuenta (desde 2003) de violaciones de derechos humanos por parte del Estado contra personas que, en la lógica del conflicto armado interno, eran concebidas como "enemigos internos" por el hecho de ser opositores al gobierno.